# آوتخيست
آوتخيست Uitgeest  هي مدينة وبلدية بمقاطعة شمال هولندا، هولندا.

## طوبوغرافيا
خريطة طوبوغرافية هولندية لبلدية آوتخيست، يونيو 2015، (تقرأ بعد ثلاث نقرات على الخريطة).

## أعلام
- نيلس كوكمايير
- بيتر سميت
- ويليم بلاو

## وصلات خارجية
- الموقع الرسمي